# Sawera-Schneefeld
Der Sawera-Schneefeld (bulgarisch ледник Завера lednik Sawera) ist ein in nord-südlicher Ausrichtung 18 km langes und 16 km breites Schneefeld im Süden der Trinity-Halbinsel des Grahamlands auf der Antarktischen Halbinsel. In den nordöstlichen Ausläufern des Detroit-Plateaus liegt es südlich des Diplock-Gletschers, nördlich des Mount Wild und nordöstlich des Kopito Ridge. Es fließt in den Prinz-Gustav-Kanals ab.
Die bulgarische Kommission für Antarktische Geographische Namen benannte es 2011 nach dem Weltschow-Aufstand (Weltschowa Sawera) von 1835.